# Haleigh Washington
Haleigh Meridian Washington (Denver, 22 settembre 1995) è una pallavolista statunitense, centrale della LOVB Salt Lake.

## Biografia
Figlia di Danielle e Alecs Washington, nasce a Denver, in Colorado. Ha un fratello e una sorella di nome Kaden e Leilani. Nel 2014 si diploma alla Thomas B. Doherty High School, mentre in seguito studia filosofia alla Penn State University.
Nel 2020 ha fatto coming out, dichiarando la propria bisessualità.

## Carriera

### Club
La carriera di Haleigh Washington inizia nei tornei scolastici del Colorado, giocando per la Thomas B. Doherty HS. Dopo il diploma entra a far parte della squadra di pallavolo femminile della Penn State, partecipando alla NCAA Division I dal 2014 al 2017: si aggiudica il titolo nazionale durante il suo primo anno e raggiunge un'altra Final 4 durante il suo senior year, collezionando diversi riconoscimenti individuali.
Nel febbraio 2018 firma il suo primo contratto professionistico nella Serie A2 italiana, ingaggiata dall'Olimpia Teodora per la parte finale della stagione 2017-18, mentre in quella seguente gioca invece in Serie A1 con la neopromossa Millenium Brescia; rimane nel massimo campionato italiano anche nell'annata 2019-20, quando si lega all'UYBA, e in quella seguente, in cui si accasa per un biennio con l'AGIL di Novara.
Nel campionato 2022-23 si accasa nella Savino Del Bene, ancora in Serie A1, aggiudicandosi la Coppa CEV. Dopo un biennio con le toscane, torna in patria per partecipare alla prima edizione della League One Volleyball con la LOVB Salt Lake, venendo premiata come donna dell'anno.

### Nazionale
Fa parte della nazionale statunitense under 20 con cui vince la medaglia di bronzo al campionato nordamericano under 20 2012.
Nel 2018 esordisce nella nazionale statunitense vincendo la medaglia d'oro alla Coppa panamericana. Nel 2019 conquista la medaglia d'oro alla Volleyball Nations League, dove viene premiata come miglior centrale, seguita da quelle d'argento alla Coppa del Mondo e al campionato nordamericano.
Nel 2021 vince la medaglia d'oro alla Volleyball Nations League e ai Giochi della XXXII Olimpiade di Tokyo, dove viene premiata come miglior centrale, mentre nel 2023 arriva l'argento al campionato nordamericano. Nel 2024 mette al collo la medaglia d'argento ai Giochi della XXXIII Olimpiade.

## Palmarès

### Club
- NCAA Division I: 1

2014
- Coppa CEV: 1

2022-23

### Nazionale (competizioni minori)
- Campionato nordamericano under 20 2012
- Coppa panamericana 2018

### Premi individuali
- 2014 - Division I NCAA: Louisville Regional All-Tournament Team
- 2015 - All-America First Team
- 2016 - All-America First Team
- 2017 - All-America First Team
- 2017 - NCAA Division I: State College Regional All-Tournament Team
- 2019 - Volleyball Nations League: Miglior centrale
- 2021 - Giochi della XXXII Olimpiade: Miglior centrale
- 2025 - League One Volleyball: Donna dell'anno